# Верхньоколик-Єганське нафтогазоконденсатне родовище
Верхньоколик-Єганське нафтогазоконденсатне родовище – гігантське родовище у Тюменській області.

## Геологічна інформація
Поклади вуглеводнів знайдені цілому ряді свит юрського та нижнього крейдового періодів – худосейській (тоарський-аленський яруси нижньої та середньої юри), тюменській (аленський-байоський-батський яруси середньої юри), наунакській (келовейський та оксфордський яруси верхньої юри), куломзинській (нижня крейда), тарській (валанжинський ярус нижньої крейди), вартовській та покурській (у її нижній частині, що відповідає аптському ярусу нижньої крейди). 
Всього на родовищі виявлено не менш ніж 62 продуктивні пласта із 131 покладом – 77 нафтових, 23 газонафтових та 31 газовий, які відносяться до пластово-склепінного та литологічно-екранованого типів. 
Колектори – пісковики з прослоями глин.
Станом на 2006 рік початкові видобувні запаси нафти оцінювались у 88 млн тон, з них 40 млн тон у наунакській свиті, 16 млн тон у покурській свиті (основним тут є газонафтовий поклад пластово-склепінного типу в пласті ПК19), 15 млн тон у тарській свиті (пласти БВ10 та БВ11). На важкі для розробки відклади ачимівської пачки (куломзинська свита) припадало 8 млн тон.
Початкові запаси вільного газу за російськими категоріями А+В+С1+С2 оцінили у 105 млрд м3.

## Розробка
Родовище відкрили у 1981 році та ввели в розробку в 1990-му. Станом на 2002 рік на родовищі було споруджено не менш ніж 2753 свердловини, з них 654 нагнітальні (для підтримки пластового тиску шляхом заводнення).
В 2001-му видобуток склав 4,1 млн тон нафти, при цьому рівень обводнення становив 93,5%. В 2010-му видобули 1,9 млн тон нафти при середній обводненості 51%. 
Видобуток газу в 2010-му становив 0,78 млрд м3. В 2012-му проклали перемичку завдовжки 13 км до Бахіловської компресорної станції, яка забезпечує транспортування газу на Білозерний ГПЗ. Станом на початок 2017-го з родовища вилучили 6 млрд м3 вільного газу.
Розробкою родовища опікується компанія «Роснафта».